# 28.º Troféu HQ Mix
O 28º Troféu HQ Mix foi um evento organizado pela ACB e pelo IMAG com o propósito de premiar as melhores publicações brasileiras de quadrinhos de 2015 em diferentes categorias. A premiação foi baseada em votação realizada entre desenhistas, roteiristas, professores, editores, pesquisadores e jornalistas ligado à área de quadrinhos no Brasil. O troféu (que homenageia um autor diferente a cada ano) representa a personagem Super-Mãe, criada por Ziraldo.
Nesta edição do prêmio, o processo de seleção dos finalistas mudou pela primeira vez desde que o prêmio foi criado em 1989. Após a divulgação de uma lista completa de lançamentos de quadrinhos de 2015 (apresentada no site oficial do troféu e aberta para correções durante uma semana), todos os votantes cadastrados escolheram até três indicados para o "segundo turno". Até o ano anterior, era um júri de jornalistas e especialistas em quadrinhos que fazia essa escolha. O total de finalistas em cada categoria também subiu de 7 para 10. Além disso, também houve mudanças nas categorias, pois foram extintos os troféus ligados à área de humor gráfico (com exceção de "melhor publicação de humor gráfico") e os voltados para roteiristas e desenhistas estrangeiros.
Esse novo modelo de seleção dos finalistas recebeu críticas, especialmente por causa do posicionamento de algumas obras em categorias equivocadas e pela inclusão de HQs publicadas em 2014 (que não seriam, portanto, contempladas por esta edição do prêmio, voltado para obras publicadas em 2015).
A cerimônia de entrega de troféus foi realizado no dia 3 de setembro de 2016 no Teatro SESC Pompeia, em São Paulo, com apresentação de Serginho Groisman e intervenções musicais do Quarteto do Programa do Jô e a performance do DJ MZK na discotecagem.

## Prêmios
| Categoria                                 | Vencedor(es) | Outros indicados |
| ----------------------------------------- | --- | --- |
| Adaptação para os quadrinhos              | Dois Irmãos Fábio Moon e Gabriel Bá / editora Quadrinhos na Cia                                                                              | - A Morte de Stálin (Três Estrelas) - A Salamanca do Jarau (independente) - A Vida Oculta de Fernando Pessoa (SESI-SP Editora) - Burroughs (Veneta) - Caravaggio - a Morte da Virgem (Veneta) - Dupin (Zarabatana) - Lavagem (Editora Mino) - O Rei Amarelo em quadrinhos (Draco) - Vidas Secas (Galera Record) |
| Adaptação para outra linguagem            | Beladona, de Ana Recalde e Denis Mello Projeto Cena HQ, Quadrinhofilia e Vigor Mortis                                                        | - Aos cuidados de Rafaela (Zarabatana), de Marcelo Saravá e Marco Oliveira - Projeto Cena HQ (teatro) - Quadrinhofilia e Vigor Mortis - As coisas que Cecília fez, de Liber Paz - Projeto Cena HQ (teatro) - Quadrinhofilia e Vigor Mortis - Dora, de Bianca Pinheiro (teatro) - Quadrinhofilia e Vigor Mortis - Homem-Formiga (filme) - Kingsman - Serviço Secreto (filme) - Louco: Fuga, de Rogério Coelho (teatro) - Quadrinhofilia e Vigor Mortis - Mônica é Daltônica? (livro ilustrado) - Quadrinhos na Cia - Quanta Academia de Artes, direção de Caio Castanho Girardi e Fabio Hosoi Resende (filme documentário) - FastForward Vídeos - Vingadores: Era de Ultron (filme) |
| Colorista/Artefinalista                   | Cris Peter Casanova - Volume 3 - Avaritia, Pétalas e Projeto Manhattan - Volume 1                                                            | - Alzir Alves (Mirage: O Caos da Água) - independente - Brendda Costa (Pombos!) - independente - Carlos Eduardo Ferreira, Denis DYM Freitas, Eduardo Vienna, Hélio Oliveira, Mano Araújo, Osvaldo Ferreira, Salvatore Aiala, Thiago Ribeiro, Débora Caritá, Osvaldo Ferreira, Tiago Mariano, Dijjo Lima e Beto Menezes (Anarquia vol 1 - Três lados para cada História) - independente - Davi Calil (Graphic MSP Turma da Mata: Muralha) - Panini - Ellis Carlos (Steampunk Ladies: Vingança a Vapor) - Draco - Henrique Guimarães (Jackpot Universe) - independente - Omar Viñole (Orixás - O dia do Silêncio e Quarta-Feira de Cinzas) - independente - Paula Markiewicz (Graphic MSP Turma da Mônica - Lições) - Panini - PC Siqueira com Ale Starling e Jezreel Rojales (Alice no País das Maravilhas) - Mythos |
| Desenhista nacional                       | Rogério Coelho Louco: Fuga e O Barco dos Sonhos                                                                                              | - Ana Luiza Koehler (Beco do Rosário Vol 1) - independente - Bianca Pinheiro (A Samurai, Bear - Volume 2 e Meu pai é um homem da montanha) - Manjericcão/Tambor e Nemo - Danilo Beyruth (Necronauta - Volume 1 - O soldado assombrado e outras histórias) - Zarabatana - Fábio Moon e Gabriel Bá (Dois Irmãos) - Quadrinhos na Cia - Germana Viana (Spam) - Zarabatana - Jefferson Costa (La Dansarina) - Quadro a Quadro - Marcello Quintanilha (Talco de vidro) - Veneta - Shiko (Um Cara Que Caiu do Céu (e não conhecia a vida), A Boca Quente Parte 1, Lavagem e O azul indiferente do céu) - independente e Mino - Vitor Cafaggi e Lu Cafaggi (Graphic MSP Turma da Mônica - Lições) - Panini |
| Destaque internacional                    | Marcello Quintanilha Tungstênio e Talco de vidro                                                                                             | - Alcimar Frazão (O Diabo e Eu) - Editora Polvo - André Diniz e Tainan Rocha (Que Deus te Abandone) - Editora Polvo - Danilo Beyruth (Bando de dois) - Levoir Portugal - Fábio Moon e Gabriel Bá (Dois Irmãos) - Quadrinhos na Cia - Gustavo Duarte - DC Comics - Lelis (Goela Negra) - Casterman - Luke Ross (Hércules e Coleção Marvel Deluxe - Capitão América - A flecha do tempo) - Panini - Marcelo D´Salete (Cumbe) - Editora Polvo - Rafael Albuquerque (Huck/Vampiro Americano) - Image Comics/Panini |
| Dissertação de Mestrado                   | Falando de Quadrinhos: A Influência do Letreiramento nas Histórias em Quadrinhos Marjorie Yamada / Universidade de Brasília                  | Eleito pela comissão e pelo júri especial |
| Edição especial estrangeira               | Pílulas azuis Frederik Peeters / editora Nemo                                                                                                | - 100 Balas - Irmão Lono - Panini - A Liga Extraordinária - Século Integral - Devir - A Saga do Monstro do Pântano - Livro 5, 6, 7 - Panini - A Saga do Tio Patinhas - Abril - Ardalén - Realejo - Caravaggio - A Morte da Virgem - Veneta - O Escultor - Marsupial/Jupati - Uma metamorfose iraniana - Nemo - Y: O Último Homem - Edição de luxo # 1 - Panini |
| Edição especial nacional                  | La Dansarina Lillo Parra e Jefferson Costa / editora Quadro a Quadro                                                                         | - Aventuras da Ilha Tesouro - Mino - Beco do Rosário Vol 1 - independente - Dois Irmãos - Quadrinhos na Cia - Graphic MSP Louco: Fuga - Panini - Graphic MSP Turma da Mônica: Lições - Panini - Hermínia - Mino - Lavagem - Mino - Pogando - SESI/Quanta Quadrinhos - Talco de vidro - Veneta |
| Editora do ano                            | Mino | - Balão - Draco - Jambô - JBC - Nemo - Panini - SESI/Quanta Quadrinhos - Veneta - Zarabatana |
| Especial Mangá                            | Quack - Patadas Voadoras Kaji Pato / editora Draco                                                                                           | - 20th Century Boys # 14, 15, 16, 17, 18, 19 - Panini - Berserk # 4, 5, 6, 7, 8, 9 - Panini - Blade - A lâmina do imortal # 1 - JBC - Don Drácula - Volume 1, 2 - NewPop - Gen Pés Descalços - Volume 8, 9 - Conrad - Monster # 17, 18 - Panini - O outro cão que guarda as estrelas - JBC - Planetes # 1, 2, 3, 4 - Panini - Zero Eterno # 1, 2, 3, 4, 5 - JBC |
| Evento                                    | 2ª Comic Con Experience São Paulo | - 21ª Fest Comix - São Paulo Expo - 31º Prêmio Angelo Agostini - AQC - São Paulo/SP - 3as Jornadas Internacionais de Histórias em Quadrinhos - ECA-USP - 9º Festival Guia dos Quadrinhos - Associação Beneficente Osaka Naniwa Kai - São Paulo/SP - 9º FIQ - Festival Internacional de Quadrinhos de 2015 - Belo Horizonte - Anime Friends 2015 - Campo de Marte - São Paulo/SP - Comic Con RS - CANOAS/RS - Santos Comic Expo 2015 - Centro de Cultura Patrícia Galvão - Ugra Zine Fest - Centro Cultural São Paulo |
| Exposição                                 | Exposição Beco do Rosário Galeria Hipotética                                                                                                 | - A Nova HQ Independente: panorama sobre os quadrinhos independentes no Brasil - Senac Lapa Scipião - Cedraz: o mestre dos quadrinhos - 9º FIQ 2015 - Expo Cavaleiros do Zodiako - Bandai - 2º Comic Con Experience - 2015 - São Paulo - Grandes Mestres dos Quadrinhos: Jayme Cortez - 21ª Fest Comix - Heroica - 9º FIQ 2015 - Luiz Gê Quadro a Quadro - 42º Salão Internacional de Humor de Piracicaba - Piracicaba/SP - Macanudismo - Quadrinhos, Desenhos e Pinturas - Centro Cultural Correios São Paulo - Will: 10 Anos de Quadrinhos - Festival Guia dos Quadrinhos 2015 |
| Grande contribuição                       | Super-Heróis da Alegria Maxx | Eleito pela comissão e pelo júri especial |
| Grande homenagem                          | Alice Takeda (diretora de arte dos Estúdios Mauricio de Sousa)                                                                               | Eleito pela comissão e pelo júri especial |
| Grande mestre                             | Eva Furnari | Eleito pela comissão e pelo júri especial |
| Livro teórico                             | Imageria - O nascimento das histórias em quadrinhos Rogério de Campos / editora Veneta                                                       | - A Caminho da Justiça, por Felipe Morcelli, Pablo Sarmento e Luís Alberto Martins Pereira - independente - Como escrever quadrinhos, por Gian Danton - Marca de Fantasia - Marcatti: Tinta, Suor e Suco Gástrico, por Pedro de Luna - Marsupial/Jupati - Mauricio 80 - Panini - Moacy Cirne: o Gênio Criativo dos Quadrinhos, por Alex de Souza - Marsupial/Jupati - Os quadrinistas, por Télio Navega - Zarabatana - Quadrinhos & Educação - Volume 1 e 2, por Thiago Modenesi e Amaro Braga - Faculdade dos Guararapes - Representações do Feminino nas Histórias em Quadrinhos, org. por Amaro Braga Jr.& Valéria Fernandes da Silva - Edufal - Universo HQ Entrevista, organizado por Sidney Gusman - Nemo |
| Minissérie                                | Ditadura no Ar #4 Raphael Fernandes e Abel / independente                                                                                    | - Acordes - Volume 2 - Devir - All You Need is Kill # 2 - JBC - Demolidor - Fim dos Dias - Volume 1 - Panini - O árabe do futuro - uma juventude no Oriente Médio (1978-1984) - Intrínseca - O Beijo Adolescente 3 - Narval Comix - Saga - Volume 2 - Devir - Sandman - Prelúdio # 1, 2 - Panini - Zero Eterno # 1, 2, 3, 4, 5 - JBC |
| Minissérie                                | Pátria Armada # 1, 2 Klebs Junior / editora Instituto HQ                                                                                     | - Acordes - Volume 2 - Devir - All You Need is Kill # 2 - JBC - Demolidor - Fim dos Dias - Volume 1 - Panini - O árabe do futuro - uma juventude no Oriente Médio (1978-1984) - Intrínseca - O Beijo Adolescente 3 - Narval Comix - Saga - Volume 2 - Devir - Sandman - Prelúdio # 1, 2 - Panini - Zero Eterno # 1, 2, 3, 4, 5 - JBC |
| Novo talento (desenhista)                 | Camila Torrano Fábulas e Spam | - Alexandre S. Lourenço (Robô Esmaga) - JBC - Aline Lemos (Melindrosa) - independente - Clayton InLoco (ELF #5 e Hurulla - Volume 2) - Independente e Devaneio - Fefê Torquato (Gata Garota - Volume 1) - Nemo - Guilherme de Sousa (Fifo) - independente - Guilherme Petreca (Carnaval de meus demônios) - Balão - Lovelove6 (Garota Siririca) - independente - Psonha Camacho (Pogando) - SESI-Quanta Quadrinhos - Rebeca Prado (Navio Dragão) - independente |
| Novo talento (roteirista)                 | Zé Wellington Steampunk Ladies - Vingança a Vapor                                                                                            | - Airton Marinho (Cabra D’água - Terra sitiada) - Draco - Cátia Ana (O diário de Virgínia) - Marca de Fantasia - Diego Sanchez (Hermínia) - Mino - Eric Peleias (Olhos Insanos) - Marsupial/Jupati - Felipe Parucci (Apocalipse, por favor) - independente - Giovana Medeiros (Ana) - independente - Liber Paz (Dias Interessantes) - independente - Mylle Silva (A Samurai) - Tambor - Rafael Calça e André Aguiar (Jockey) - Veneta |
| Projeto editorial                         | O Fabuloso Quadrinho Brasileiro de 2015 Rafael Coutinho, Clarice Reichstul (orgs.) e Érico Assis (editor convidado) / editora Veneta         | - Coleção Histórica Mauricio - Bidu e Zaz Traz - Panini - Lavagem - Mino - Magra de Ruim - independente - MDM - Mais ou Menos 50 - independente - O Beijo Adolescente 3 - Narval Comix - O Rei Amarelo em quadrinhos - Draco - Quadros - Mino - Risca! - independente - Spam - Zarabatana |
| Publicação de aventura, terror e fantasia | Lavagem Shiko / editora Mino | - A ameaça do Barão Macaco - Zarabatana - A Samurai - Manjericcão/Tambor - Bear - Volume 2 - Nemo - Graphic MSP Louco: Fuga - Panini - Graphic MSP Turma da Mata: Muralha - Panini - Mayara & Annabelle - Volume 2 - independente - Meu pai é um homem da montanha - independente - QUAD 3 - independente - Talco de vidro - Veneta |
| Publicação de clássico                    | Zodiako Premium Jayme Cortez / editora Opera Graphica                                                                                        | - A Liga Extraordinária - Século Integral - Devir - A Saga do Monstro do Pântano - Livro 5, 6, 7 - Panini - Barbarella - Marsupial/Jupati - Batman - O Cavaleiro das Trevas - Edição Definitiva - Panini - Bone - Volume 1 - Fora de Boneville - HQM - Coleção Histórica Mauricio - Bidu e Zaz Traz - Panini - Gen Pés Descalços - Volume 8, 9 - Conrad - Holy Avenger — Edição Definitiva Vol. 4 - Jambô - Watson Portela (Paralelas) - Devir |
| Publicação de humor                       | Guia Culinário do Falido vários autores / editora Balão                                                                                      | - Asterix - O papiro de César - Record - Edibar - O Boêmio Mais Escroto dos Botecos - HQM - Escrevendo Com O Lado Esquerdo do Fígado - Dead Hamster - Groo versus Conan - Mythos - Lasca de Quirica #1 - independente - Macanudo 8 - Zarabatana - Mad # 76, 77, 78, 79, 80, 81, 82, 83 - Panini - Pai e Filho - Octavo - Smegma Comix N° 2 - Beleléu |
| Publicação de humor gráfico               | Ah, como era boa a Ditadura... Luiz Gê / editora Quadrinhos na Cia                                                                           | - A mão livre - Humor Depois de Charlie Hebdo - Quadrinhos na Cia - A Princesinha de Darth Vader - Aleph - Academia Jedi - Aleph - Baptistão 30 anos - Reference Press - Como Se Tornar O Pior Namorado do Mundo - independente - Darth Vader e Filho - Aleph - Érico San Juan 25 Anos de Humor - Caricaturas - independente - Mordillo - Futebol & Cartuns - Panda Books - Ser Pai de Menina é... por Marcelo Amaral - Aquário |
| Publicação de tiras                       | Will Tirando Will Leite / independente | - A Vida com Logan - O mundo em nosso quarto - Marsupial/Jupati - Amely, uma mulher de verdade: 10 anos - Contenido Publish - Armandinho N° 4, 5 - Arte & Letras - Brummmmm - Itismailaifi - independente - Edibar - HQM - Hans Grotz - mais opiniões descartáveis - independente - Macanudo 8 - Zarabatana - Nada Com Coisa Alguma - Quadrinhofilia - Navio Dragão - independente |
| Publicação erótica                        | Caravaggio - A Morte da Virgem Milo Manara / editora Veneta                                                                                  | - Afrodite - Quadrinhos Eróticos - Veneta - Câmera Indiscreta - Veneta - Cornucópia - Bräo - independente - Criminosos do Sexo - Volume 1 - Uma estranha habilidade - Devir - Don Juan di Leônia - independente - Garota Siririca - independente - Primas - Marca de Fantasia - Primeiras vezes - Nemo - Quimeras - Veneta |
| Publicação independente de autor          | Beco do Rosário Ana Luiza Koehler | - A Salamanca do Jarau - independente - A Samurai - Tambor - Fifo - independente - Garota Siririca - independente - Gnut 2 - independente - Mayara & Annabelle - Volume 2 - independente - Navio Dragão - independente - Olga, A Sexóloga - independente - Os Arquivos dos Casos de Demetrius Dante - independente |
| Publicação independente de grupo          | O Gralha - Artbook vários autores | - 321 - Fast Comics - Volume 2 - independente - Café Espacial Nº 14 e 15 - independente - Fliperamas - independente - Fuga - independente - HQ Um Cara Que Caiu do Céu (e não conhecia a vida) - independente - MDM - Mais ou Menos 50 - independente - Pequi com Quadrinhos - independente - Relicário - independente - RISCA! - independente |
| Publicação independente edição única      | Uma Aventura de Verne & Mauá - Mil Léguas Transamazônicas Will e Spacca                                                                      | - Apocalipse, por favor - independente - Desengano - independente - Dodô - independente - La Dansarina - Quadro a Quadro - Melindrosa - independente - Meu pai é um homem da montanha - independente - O Gralha - Artbook - independente - Por mais um dia com Zapata - independente - SPECTRUM - Manual de Coisas Ocultas - independente |
| Publicação infantil                       | Chico Bento # 1, 2, 3, 4, 5, 6, 7, 8 vários autores / editora Panini                                                                         | - A Princesinha de Darth Vader - Aleph - Bear - Volume 2 - Nemo - Darth Vader e Filho - Aleph - Dinastia dos Magos - independente - Fifo - independente - Maluquinho por Esporte - Globinho - O astronauta de pijama - Marsupial/Jupati - Pétalas - Marsupial/Jupati - Quack - v. 1 - Draco |
| Publicação juvenil                        | Turma da Mônica - Lições Vitor Cafaggi e Lu Cafaggi / editora Panini                                                                         | - Astromini - Polvo Rosa Books - Bete Vive - Jonatan - independente - Graphic MSP Penadinho: Vida - Panini - Ledd - Vol.4 - Jambô - O Monstro - Filhos de Quíron - Marsupial/Jupati - Pogando - SESI-Quanta Quadrinhos - Relicário - independente - Smile - Devir - Turma da Mônica Jovem # 78, 79, 80, 81, 82, 83, 84, 85, 86,87, 88 - Panini |
| Publicação mix                            | O Rei Amarelo em quadrinhos vários autores / editora Draco                                                                                   | - 321 - Fast Comics - Volume 2 - independente - A Mão Livre - Humor Depois de Charlie Hebdo - Quadrinhos na Cia - Afrodite - Quadrinhos Eróticos - Veneta - Aqui e acolá - Histórias dos dois lados do Atlântico - Marsupial/Jupati - Guia Culinário do Falido - Balão - Máquina Zero - Quadro a Quadro - O Fabuloso Quadrinho Brasileiro de 2015 - independente - Spam - Zarabatana |
| Roteirista nacional                       | Lillo Parra Descobrindo um Novo Mundo e La Dansarina                                                                                         | - Ana Luiza Koehler (Beco do Rosário Vol 1) - independente - André Diniz (Café Espacial nº.15 e Que Deus te abandone e Quando a noite fecha os olhos) - SESI-Quanta Quadrinhos e independente - Bianca Pinheiro (Bear - Volume 2) - Nemo - Eduardo Damasceno (Quiral) - Mino - Fábio Moon e Gabriel Bá (Dois Irmãos) - Quadrinhos na Cia - Marcello Quintanilha (Talco de vidro) - Veneta - Pablo Casado (Mayara & Annabelle - Volume 2) - independente - Rogério Coelho (Graphic MSP Louco: Fuga e O Barco dos Sonhos) - Panini e Positivo - Vitor Cafaggi e Lu Cafaggi (Graphic MSP Turma da Mônica - Lições) - Panini |
| Tese de Doutorado                         | Os Sentidos dos Quadrinhos em Contexto Nacional-Popular (Brasil e Chile, Anos 1960 e 1970) Ivan Lima Gomes / Universidade Federal Fluminense | Eleito pela comissão e pelo júri especial |
| Trabalho de conclusão de curso            | A representação da Segunda Guerra Mundial em Alguns Quadrinhos Japoneses Renan Suchmacher / Universidade Federal do Rio de Janeiro           | Eleito pela comissão e pelo júri especial |
| Web quadrinhos                            | Quadrinhos Ácidos Pedro Leite | - homemgrilo.com - leialamen.com.br/webmangas/super/ - novahelade.com/ - outrosquadrinhos.com.br/serie/greg-o-contador-de-historias/ - santuarioscomic.tumblr.com/post/114707608586 - www.petisco.org/terapia - medium.com/@danieljacob81/plastinarium-57138bd76fce - play.google.com/store/apps/details?id com.snp.anarquia - www.socialcomics.com.br/super/1 |
| Web tiras                                 | Ryot IRAS Ryot | - barbadobardo.com.br - coelhonero.blogspot.com.br/ - facebook.com/edibardasilva - sopadesalsicha.tumblr.com - www.avidacomlogan.com.br - www.juniao.com.br/dona-isaura/ - www.umsabadoqualquer.com/ - www.willtirando.com.br/ - www.facebook.com/objetosinanimadoscartoon/ |